# Eucithara miriamica
Eucithara miriamica é uma espécie de gastrópode do gênero Eucithara, pertencente à família Mangeliidae.